# Кубок президента Казахстана по теннису 2012
Кубок президента Казахстана по теннису 2012 года — шестой розыгрыш ежегодного профессионального международного теннисного турнир, проводимый ITF в рамках своего женского тура и ATP в рамках своего тура Challenger в казахском городе Астана. Соревнования прошли с 23 по 29 июля.

## Соревнования

### Одиночные турниры

#### Мужчины
Евгений Донской обыграл  Марселя Ильхана со счётом 6-3, 6-4.

#### Женщины
Мария Жуан Кёлер обыграла  Марту Сироткину со счётом 7-5, 6-2.
- Мария Жуан Кёлер выигрывает 1й турнир в сезоне и 3й за карьеру в туре федерации.
- Марта Сироткина уступает 1й финал в сезоне и 3й за карьеру в туре федерации.

### Парные турниры

#### Мужчины
Константин Кравчук /  Денис Молчанов обыграли  Кароля Бека /  Камиля Чапковича со счётом 6-4, 6-3.

#### Женщины
Оксана Калашникова /  Марта Сироткина обыграли  Людмилу Киченок /  Надежду Киченок со счётом 3-6, 6-4, [10-2].
- Оксана Калашникова выигрывает 5й турнир в сезоне и 19й за карьеру в туре федерации.
- Марта Сироткина выигрывает 4й турнир в сезоне и 10й за карьеру в туре федерации.